# Ormosia nobilis (steltmug)
Ormosia nobilis is een tweevleugelige uit de familie steltmuggen (Limoniidae). De soort komt voor in het Nearctisch gebied.